# 鎌谷悠
鎌谷 悠（かまたに はるか）は、日本のアニメーション監督・演出家。初の監督作品は「魔女見習いをさがして」。

## 参加作品

### テレビアニメ
2008年
- ONE PIECE（2008年 - 2013年、演出助手)

2011年
- トリコ（演出助手)

2013年
- ONE PIECE エピソードオブメリー 〜もうひとりの仲間の物語〜（演出助手）
- 京騒戯画（演出）
- ドキドキ!プリキュア（2013年 - 2014年、演出助手）

2014年
- ハピネスチャージプリキュア!（演出・演出助手）

2015年
- Go!プリンセスプリキュア（2015年 - 2016年、演出・演出助手）

2016年
- タイガーマスクW（2016年 - 2017年、絵コンテ・演出）

2017年
- ONE PIECE エピソードオブ東の海 〜ルフィと4人の仲間の大冒険!!〜（演出助手）

2018年
- HUGっと!プリキュア（演出）

2021年
- ワールドトリガー（演出助手）
- おしりたんてい（演出助手）
- デジモンゴーストゲーム（演出）

2024年
- 逃走中 グレートミッション（演出）

### 劇場アニメ
- ONE PIECE FILM STRONG WORLD（2009年、演出助手）
- 映画 ドキドキ!プリキュア マナ結婚!!?未来につなぐ希望のドレス（2013年、助監督）
- 映画 プリキュアスーパースターズ!（2018年、絵コンテ・演出）
- 映画 HUGっと!プリキュア♡ふたりはプリキュア オールスターズメモリーズ（2018年、演出助手）
- 映画 プリキュアミラクルユニバース（2019年、演出助手）
- ONE PIECE STAMPEDE（2019年、演出助手）
- 魔女見習いをさがして（2020年、監督・絵コンテ）
- THE FIRST SLAM DUNK（2022年、演出）
- 鬼太郎誕生 ゲゲゲの謎（2023年、演出）

### Webアニメ
- 恋するワンピース（2025年、シリーズディレクター[3]・演出） - シリーズディレクターは重矢葉月と共同

### その他
- 和田光司「Butter-Fly」デジモンアドベンチャー 25周年記念スペシャルPV（2024年、絵コンテ）

## 受賞歴
- 第75回毎日映画コンクールアニメーション映画賞（『魔女見習いをさがして』、佐藤順一と連名）[4]